# Vertheuil
Vertheuil é uma comuna francesa na região administrativa da Nova Aquitânia, no departamento da Gironda. Estende-se por uma área de 21,94 km². Em 2010 a comuna tinha 1 322 habitantes (densidade: 60,3 hab./km²).